# レッド川 (ネルソン川水系)

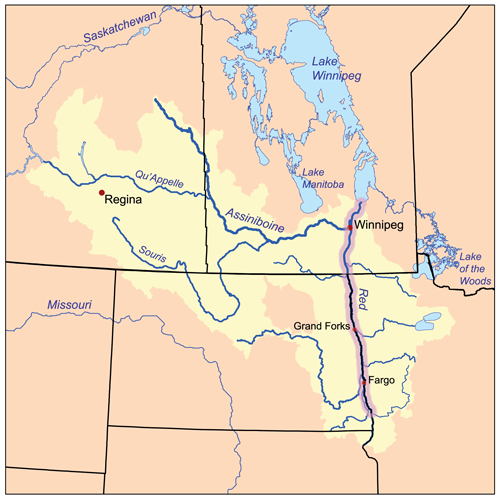
レッド川流域

レッド川（レッドがわ、Red River）は、アメリカ合衆国およびカナダを流れる川である。全長885kmのうち636kmはアメリカ、249kmはカナダの国土を流れている。始点から河口までの高低差は70mある。
同名のレッド川がテキサス州とオクラホマ州の州境を形成しているミシシッピ川支流として存在する。このミシシッピ川水系の川と区別するために北のレッド川（Red River of the North）と呼ぶことがある。

## 地理
アメリカ合衆国のウォーペトン、ブレッケンリッジでのボア・デ・スー川とオッターテイル川との合流点よりレッド川となり、レッドリバー渓谷を北へと進む。アメリカ合衆国のミネソタ州とノースダコタ州の州境を形成しファーゴ、グランドフォークスなどの都市を流れ、カナダのマニトバ州に入りるとウィニペグ市内のザ・フォークス（The Forks）と呼ばれる地区で西から流れ来るアシニボイン川を合わせ、最後はウィニペグ湖へと注ぐ。ウィニペグ湖からはネルソン川によりハドソン湾へと注ぐ。
カナダでは、カナダ自然保護河川（Canadian Heritage River）に指定されている。

## 歴史
19世紀にはイギリスの国策会社の私有地ルパートランドの一部であるレッドリバー植民地（Red River Colony）として、レッド川は毛皮貿易やメティ社会の中心であり、カナダの初期の発展に重要な位置にあった。そして、レッドリバー植民地に貿易拠点として最初に形成された集落が現在のウィニペグである。
レッド川は融雪による春の洪水でもよく知られており、研究の対象にもなっている。ヨーロッパ人がこの地方に定住を始めてからの大規模な洪水は1826年、1950年、1997年の3件についてのみ一般的には議論されるが、これと同等もしくはより大規模な洪水も他に多く発生しており、それらも地勢に与える影響のため研究の対象となりうるものである。

## 支流
下流より記載
- アシニボイン川
- ボア・デ・スー川（Bois de Sioux River）
- オッターテイル川（Otter Tail River）